# Asnières-lès-Dijon
Asnières-lès-Dijon és un municipi francès, situat al departament de la Costa d'Or i a la regió de Borgonya - Franc Comtat. L'any 2007 tenia 1.191 habitants.

## Demografia

### Població
El 2007 la població de fet d'Asnières-lès-Dijon era de 1.191 persones. Hi havia 403 famílies, de les quals 51 eren unipersonals (17 homes vivint sols i 34 dones vivint soles), 144 parelles sense fills, 191 parelles amb fills i 17 famílies monoparentals amb fills.
La població ha evolucionat segons el següent gràfic:
Habitants censats

### Habitatges
El 2007 hi havia 435 habitatges, 426 eren l'habitatge principal de la família i 10 estaven desocupats. 315 eren cases i 119 eren apartaments. Dels 426 habitatges principals, 265 estaven ocupats pels seus propietaris, 157 estaven llogats i ocupats pels llogaters i 4 estaven cedits a títol gratuït; 1 tenia una cambra, 6 en tenien dues, 23 en tenien tres, 101 en tenien quatre i 294 en tenien cinc o més. 381 habitatges disposaven pel capbaix d'una plaça de pàrquing. A 128 habitatges hi havia un automòbil i a 287 n'hi havia dos o més.

### Piràmide de població
La piràmide de població per edats i sexe el 2009 era:
| Homes | Edats   | Dones |
| ----- | ------- | ----- |
| 0     | 95 o +  | 0     |
| 0     | 90 a 94 | 0     |
| 4     | 85 a 89 | 0     |
| 0     | 80 a 84 | 4     |
| 4     | 75 a 79 | 0     |
| 20    | 70 a 74 | 12    |
| 12    | 65 a 69 | 16    |
| 12    | 60 a 64 | 20    |
| 36    | 55 a 59 | 20    |
| 24    | 50 a 54 | 44    |
| 48    | 45 a 49 | 28    |
| 8     | 40 a 44 | 32    |
| 32    | 35 a 39 | 12    |
| 48    | 30 a 34 | 40    |
| 24    | 25 a 29 | 36    |
| 20    | 20 a 24 | 24    |
| 40    | 15 a 19 | 20    |
| 12    | 10 a 14 | 24    |
| 28    | 5 a 9   | 16    |
| 48    | 0 a 4   | 20    |

## Economia
El 2007 la població en edat de treballar era de 818 persones, 638 eren actives i 180 eren inactives. De les 638 persones actives 592 estaven ocupades (320 homes i 272 dones) i 46 estaven aturades (18 homes i 28 dones). De les 180 persones inactives 60 estaven jubilades, 80 estaven estudiant i 40 estaven classificades com a «altres inactius».

### Ingressos
El 2009 a Asnières-lès-Dijon hi havia 405 unitats fiscals que integraven 1.193,5 persones, la mediana anual d'ingressos fiscals per persona era de 24.600 €.

### Activitats econòmiques
Dels 26 establiments que hi havia el 2007, 1 era d'una empresa alimentària, 1 d'una empresa de fabricació d'altres productes industrials, 6 d'empreses de construcció, 8 d'empreses de comerç i reparació d'automòbils, 1 d'una empresa d'hostatgeria i restauració, 2 d'empreses financeres, 3 d'empreses de serveis, 3 d'entitats de l'administració pública i 1 d'una empresa classificada com a «altres activitats de serveis».
Dels 6 establiments de servei als particulars que hi havia el 2009, 1 era un paleta, 1 fusteria, 1 lampisteria, 1 electricista, 1 veterinari i 1 restaurant.
Dels 4 establiments comercials que hi havia el 2009, 1 era una botiga de menys de 120 m², 1 una fleca i 2 floristeries.
L'any 2000 a Asnières-lès-Dijon hi havia 5 explotacions agrícoles que ocupaven un total de 540 hectàrees.

## Equipaments sanitaris i escolars
El 2009 hi havia 1 escola maternal i 1 escola elemental.

## Poblacions més properes
El següent diagrama mostra les poblacions més properes.